# Marc Dansou
Marc Pascal Pierre Dansou, född 3 november 1983, är en beninsk simmare.
Vid olympiska sommarspelen 2020 i Tokyo slutade Dansou på 53:e plats på 50 meter frisim och blev utslagen i försöksheatet.